# Ławeczka Karolinki i Karlika w Chorzowie
Ławeczka Karolinki i Karlika znajduje się na terenie rosarium  Rosarium w Wojewódzkim Parku Kultury i Wypoczynku w Chorzowie. Jej fundatorem były Browary Tyskie.
Rzeźba została uroczyście odsłonięta 16 września 2005 o godzinie 16:00 z udziałem prezydentów Katowic, Chorzowa i Siemianowic Śląskich.
Twórcą rzeźby jest poznański rzeźbiarz Robert Sobociński. Rzeźba przedstawia ławkę, na której siedzą Karlik i Karolinka, a na jej oparciu usiadł gołąb.